# Zaječice (okres Chrudim)
Zaječice (německy Sajetschitz) jsou obec v okrese Chrudim v Pardubickém kraji. Žije zde přibližně 1 100 obyvatel.
Obec má vlakové spojení (trať Pardubice – Havlíčkův Brod) a protíná ji hlavní silnice (Chrudim–Skuteč). Pokud jde o občanskou vybavenost, je zde základní škola a zdravotní středisko s ordinací praktického lékaře a stomatologa.

## Název
Název vesnice je odvozen ze staročeského osobního jména Zajiec ve významu ves lidí Zajícových. V historických pramenech se jméno vesnice vyskytuje ve tvarech: de Zagyeczicz (1319), in Zagiecziczich (1385), de Zagyeticz (1408), na Zaječicích (1423), de Zageczicz (1457), z Kunčího a Zaječic (1499), na Zaječicích (1615), Zagecžicze (1654), Zagecžicz (1789) a Zaječice (1848).

## Historie
První písemná zmínka o obci pochází z roku 1319.

## Přírodní poměry
V Zaječicích se nachází rybník Eliška, na jižním okraji obce je Návesní rybník, který je napájen vodou z říčky Ležáku. Níže po proudu je rybník Podskalák.

## Obyvatelstvo
| Rok            | 1869  | 1880  | 1890  | 1900  | 1910  | 1921  | 1930  | 1950  | 1961  | 1970  | 1980  | 1991 | 2001 | 2011  | 2021  |
| -------------- | ----- | ----- | ----- | ----- | ----- | ----- | ----- | ----- | ----- | ----- | ----- | ---- | ---- | ----- | ----- |
| Počet obyvatel | 1 070 | 1 174 | 1 169 | 1 212 | 1 325 | 1 379 | 1 447 | 1 130 | 1 145 | 1 116 | 1 010 | 953  | 985  | 1 071 | 1 025 |
| Počet domů     | 136   | 149   | 160   | 163   | 178   | 195   | 262   | 276   | 275   | 272   | 287   | 322  | 335  | 359   | 374   |

## Obecní správa

### Části obce
- Zaječice
- Studená Voda

### Obecní symboly
Znak a vlajka byly obci uděleny rozhodnutím předsedkyně Poslanecké sněmovny Parlamentu České republiky dne 9. listopadu 2010.

## Fotbal v Zaječicích

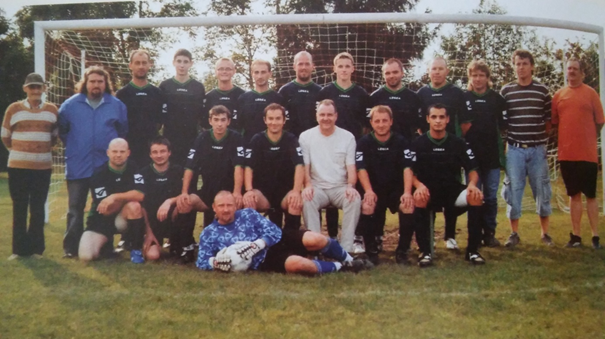
Oddíl mužů (rok 2010)

Fotbalová historie v Zaječicích začala v roce 1934. 28. dubna byl založen klub AFK Zaječice. Činnost klubu trvala pouze do prosince 1937. Pravděpodobně byl zrušen z důvodu potíží s vybudováním hřiště. Více než 60 let hráli fotbalisté za fotbalové kluby okolních obcí, hlavně Chrasti a Bítovan. Přesto několik místních nadšenců fotbalu postavilo na konci 20. století (roku 1996) na pozemku bývalého hřiště fotbalové branky a pro zábavu začali hrát malou kopanou.
Příležitost k založení fotbalového mužstva se naskytla, když ve fotbalovém klubu TJ Bítovany odmítli zaječické zájemce o členství. Za podpory Vlastimila Křičenského a Petra Nejtka byl založen oddíl malých fotbalistů. Oddíl malých fotbalistů absolvoval v roce 2003 svoji první sezónu a to v počtu 22 hráčů. V roce 2004 byl registrován jako Sokol Zaječice a vstoupil do soutěží OFS a jeho předsedou byl Vlastimil Křičenský.
Fotbalové zápasy se kvůli nevyhovující hrací ploše odehrávaly v Bítovanech. Celek se stále lepšil. V roce 2006-2007 starší přípravka získala mistrovský titul. V dalších letech nastoupila do fotbalových soutěží čtyři mužstva: třída mužů, mladší žáci, starší přípravka a mladší přípravka. Týmy čtyř mužstev velmi dobře reprezentovaly Sokol Zaječice.  9. února 2010 se fotbalový klub osamostatnil a byl přejmenován na FC Zaječice o.s.

### FC Zaječice
V sezóně 2010-2011 za nový klub hraje kopanou šest mužstev: III. třída mužů, OP dorost, I. třída starších žáků, I. třída mladších žáků, OP starší přípravka, OP mladší přípravka. V rámci klubu působí také ženy, které se v roce 2010 oddělily od Sokola Zaječice.
Během posledních let došlo na fotbalovém hřišti k vybudování kabin a sociálních zařízení, skladovacích prostorů, výčepu s posezením, tanečního parketu, zastřešeného pódia a dětského hřiště. Na hřišti jsou pořádány akce pro děti a mládež a také taneční zábavy. Obec Zaječice odkoupila pozemky pro vybudování dvou hracích ploch. Díky tomu se fotbalové zápasy mohou konat v domácím prostředí.
V srpnu roku 2015 došlo k požáru fotbalového zázemí (společenské místnosti a kuchyňky).

## Pamětihodnosti
- Tvrz Zaječice
- socha svatého Jana Nepomuckého
- Škola